# Dorohucza
Dorohucza ist ein Ort im Powiat Świdnicki der Woiwodschaft Lublin in Polen. Er gehört zur Gmina Trawniki. Dorohucza befindet sich 23 Kilometer östlich von Świdnik beziehungsweise 33 Kilometer östlich von Lublin. Im Jahr 2010 besaß Dorohucza 741 Einwohner. 
Dorohucza wurde durch das SS-Arbeitslager Dorohucza bekannt, das dort zwischen März und November 1943 bestand.